# René Libeer
René Libeer (Roubaix, 28 novembre 1934 – Roubaix, 12 novembre 2006) è stato un pugile francese, Campione europeo dei pesi mosca e avversario di Salvatore Burruni e Fernando Atzori.

## Carriera

### Da dilettante
Fu medaglia d'argento nei pesi mosca ai Campionati mondiali militari nel 1956 a Napoli, perdendo in finale da Salvatore Burruni 
Ha vinto la medaglia di bronzo ai Giochi olimpici di Melbourne 1956 nei pesi mosca.
L'anno dopo, sempre nella categoria sino a 51 kg., ha vinto ancora il bronzo agli Campionati 
 Europei di Praga 1957. 

### Da professionista
Professionista dal 1958, ha conquistato il titolo nazionale dei mosca l'anno successivo. 
Ha tentato una prima volta la scalata al titolo europeo il 5 luglio 1963, ad Alessandria, perdendo ai punti con il futuro campione del mondo della categoria Salvatore Burruni. Lasciato vacante il titolo dal pugile italiano, lo ha conquistato il 13 giugno 1965 a Lilla, contro lo svizzero Paul Chervet, ai punti. Dopo tre vittoriose difese del titolo fu dichiarato decaduto per non averlo difeso nei tempi prescritti. 
Ottenne però la chance di riconquistare la cintura europea, al momento vacante, il 25 gennaio 1967, al Villeurban Stadium di Lione, contro il campione olimpico di Tokyo 1964, Fernando Atzori. Il match fu durissimo ed equilibrato ma, alla fine, un richiamo ufficiale nei confronti del francese lo decise in favore di Atzori.
Atzori fu però costretto a concedere la rivincita all'avversario, il 2 agosto, a Levico Terme. Stavolta, fu un verdetto di parità che impedì a Libeer di riconquistare la cintura.
Dopo questo incontro, a trentadue anni, Libeer si ritirò dal pugilato professionistico.